# Zamek Kamieniec

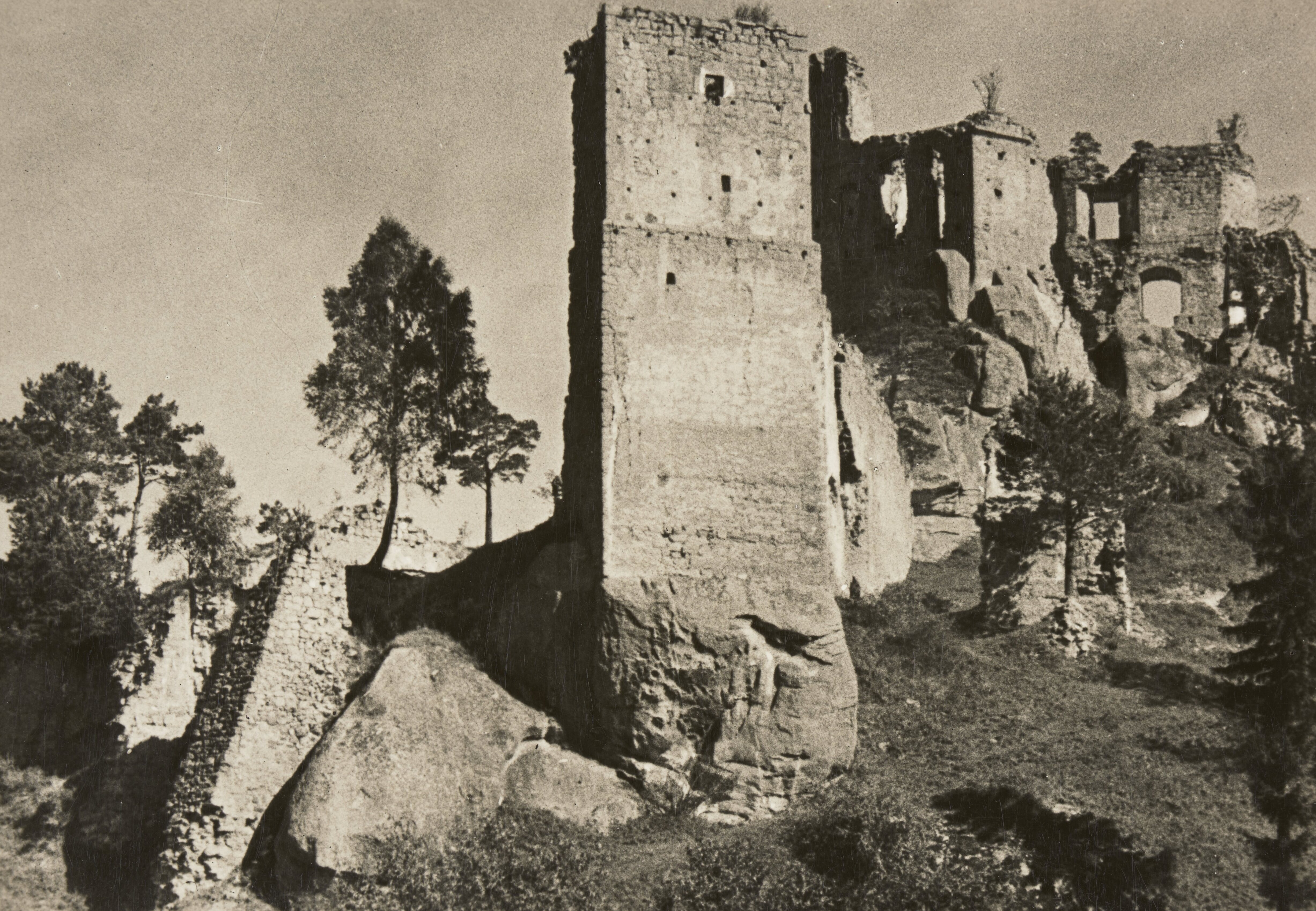
Ruiny zamku, 1938

Zamek Kamieniec – zachowane ruiny gotyckiej XIV-wiecznej, rozbudowanej w stylu renesansowym w XVI wieku budowli na pograniczu Korczyny i Odrzykonia, w powiecie krośnieńskim, w województwie podkarpackim, w Polsce.

## Historia zamku
Pierwszy zapis o zamku w Odrzykoniu pochodzi z 1348 roku. W dokumencie lokacyjnym wsi Osobnica koło Jasła wzmiankowany jest Mikołaj z Babic „burgrabia de Camyenecz”.
W 1396 roku za zasługi w obronie Wilna zamek otrzymał rycerz Klemens z Moskorzewa herbu Pilawa, który zbudował Zamek Wysoki i przedzamcze wschodnie, zamienione później na Zamek Średni.

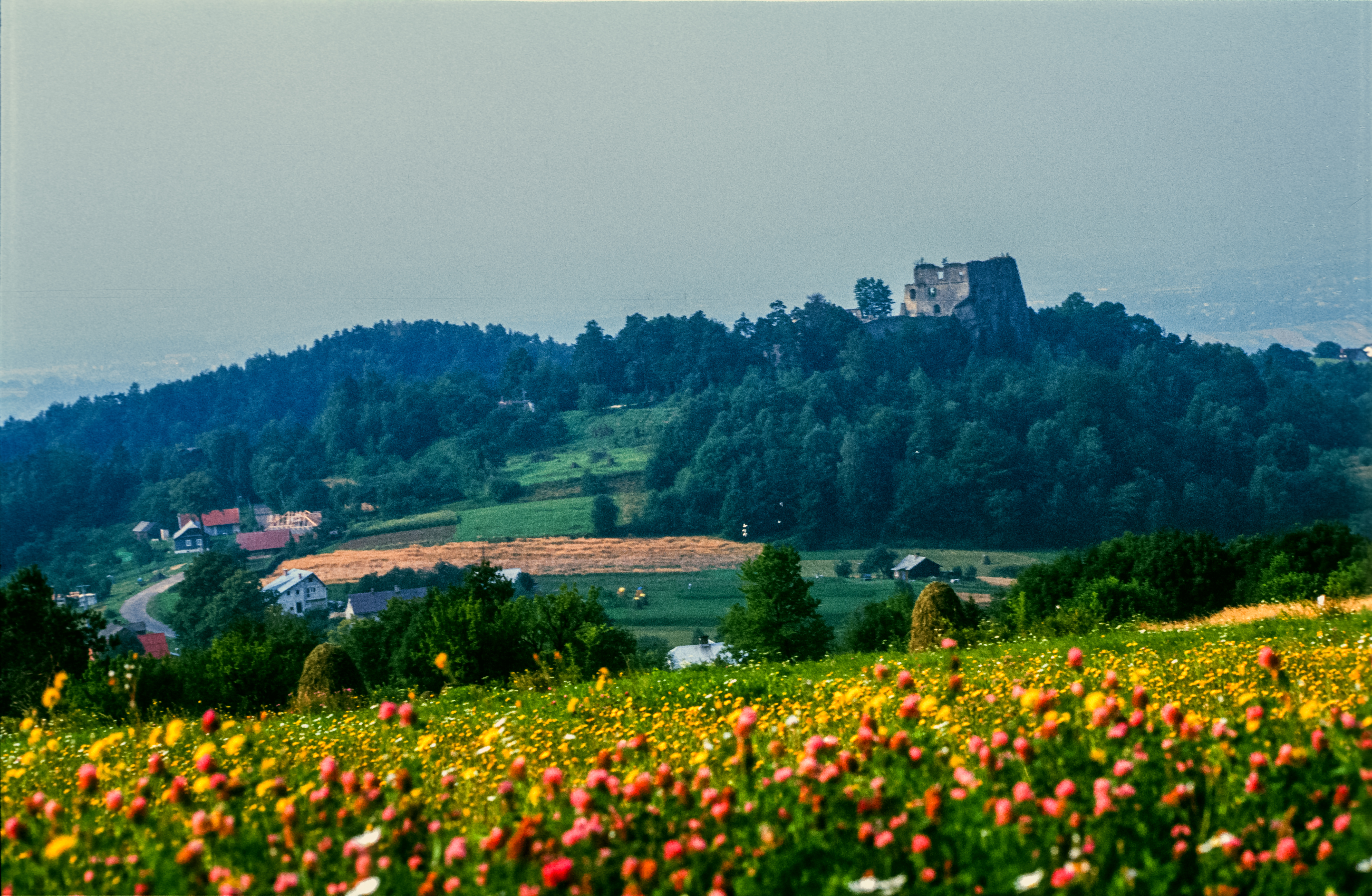
Widok od północy (ze wsi Czarnorzeki)

W 1397 roku Klemens z Moskorzewa Kamieniecki ufundował kaplicę na Zamku Wysokim, którą konsekrowano w 1402 roku. W 1399 roku Klemens gościł na zamku króla Władysława Jagiełłę, który dokonywał objazdu południowych ziem Polski. W 1402 roku na prośbę Klemensa bp. przemyski Maciej Janina podwyższył uposażenie dla kapelana na zamku kamienieckim. Msze w kaplicy zamkowej odprawiał św. Jan z Dukli w czasach, gdy był gwardianem w Krośnie (świadczy o tym umowa z właścicielami zamku). W 1407 roku rodzina Moskarzewskich zaczęła używać nazwiska Kamienieccy dla podkreślenia, że zamek jest gniazdem rodowym. W 1408 roku Marcin Kamieniecki (zm. 1439) odziedziczył wszystkie dobra wraz z zamkiem w Korczynie. W 1475 roku zamek w Odrzykoniu był atakowany przez wojska węgierskie Macieja Korwina. Wnuk Klemensa, Henryk Andreas Kamieniecki (kasztelan sanocki do 1487), odziedziczywszy zamek w 1448 roku, rozbudował go w kierunku wschodnim. W latach 1447–1460 dokończył budowę prostokatnej baszty w narożniku południowo-zachodnim oraz podwyższył mur południowy. W XV wieku dobudowano od zachodu drugie przedzamcze – Zamek Dolny Odrzykoński (Przedzamcze Zachodnie) ze studnią i oddzielnym wjazdem. Od wschodu z kolei dobudowano przedzamcze gospodarcze, czyli Zamek Dolny Korczyński (Przedzamcze Wschodnie) z bramą.
Potem właścicielem zamku był syn Henryka – Mikołaj Kamieniecki (zm. 1515) – mąż Katarzyny Pieniążkównej – pierwszy w Polsce dożywotni hetman wielki koronny – od 1505 roku, starosta krakowski i sanocki, który w 1509 roku odniósł zwycięstwo nad Wołochami hospodara Bohdana Ślepego pod Suczawą, zaś w 1512 roku rozgromił Tatarów pod Łopusznem i Wiśniowcem. Cieszył się wielkim zaufaniem Zygmunta Starego, co potwierdza fakt powierzenia mu w 1515 roku tymczasowej władzy w kraju, podczas wizyty króla w Wiedniu.
W zamku kamienieckim 12 marca 1528 roku hetman polny koronny Marcin Kamieniecki podejmował wygnanego z Węgier króla Jana Zapolyę. Wysyłał on z zamku Kamieniec listy zapraszające polskich magnatów na sejmik do Tarnowa, na którym liczył otrzymać poparcie w walce o tron i uzyskał głosy ich samych oraz Sulejmana I.
Od 1528 roku Kamieniec wyższy był w zastawie u Bonerów za 2000 florenów.

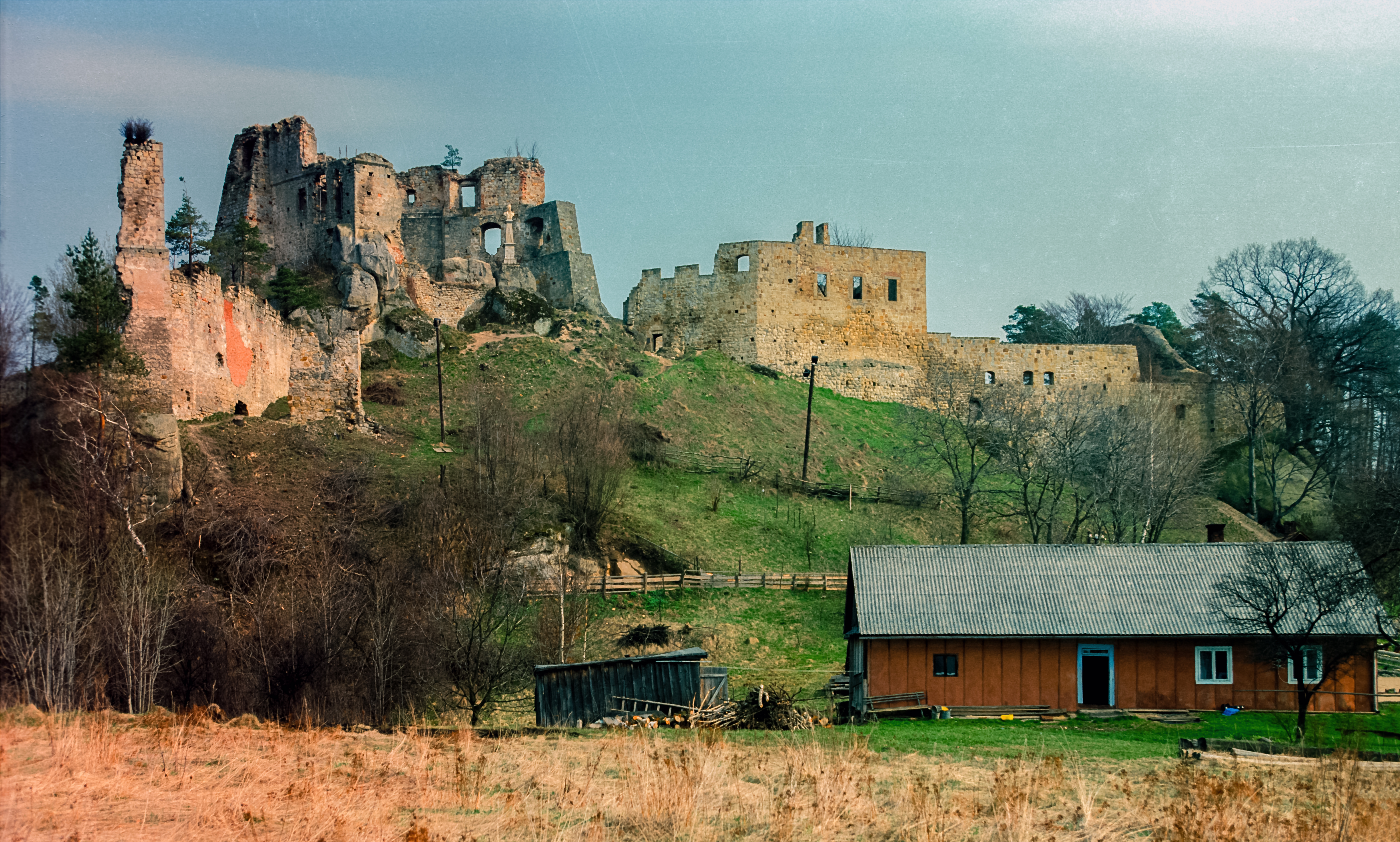
Widok od strony południowej

Klemens Kamieniecki – do 1530 roku kasztelan sanocki – według umowy sporządzonej na Wawelu sprzedał w 1530 roku swoją, niższą, wschodnią część Kamieńca (Zamek Dolny Korczyński) Sewerynowi Bonerowi – bankierowi królowej Bony Sforzy. Boner ufundował na terenie posiadanej części zamku kaplicę, którą poświęcił biskup przemyski, Stanisław Tarło. Seweryn Boner kasztelan biecki, kalwinista, w 1543 roku postawił na nowo Zamek Niższy i tak Bonerowie zostali właścicielami tej części do 1593 roku. Seweryn Boner gościł tu Fausta Socyna – twórcę socynianizmu i doktryny religijnej Braci Polskich.
Z córką Bonerów, Zofią Boner (zm. 1563), ożenił się Jan Firlej herbu Lewart, marszałek wielki koronny (1521–1574), wojewoda krakowski, lubelski i bełski, sekretarz królewski. W posagu otrzymał Zamek Dolny Korczyński. Po nich tę część posiadał Piotr Firlej. W 1575 roku miał tę część zamku w zastawie Andrzej Bolassa.
Od 1579 Zamek Wysoki należał do Siemieńskich, od 1599 należał do Stadnickich, a w 1601 kupił go Jan Skotnicki, kasztelan połaniecki. W 1606 roku przed sądem w Krośnie toczył się proces między Piotrem Firlejem mężem Jadwigi Firlej, a Janem Skotnickim, o prawo do korzystania przez Firlejów ze studni zamkowej, a potem o wycięcie przez Skotnickiego drzew owocowych.

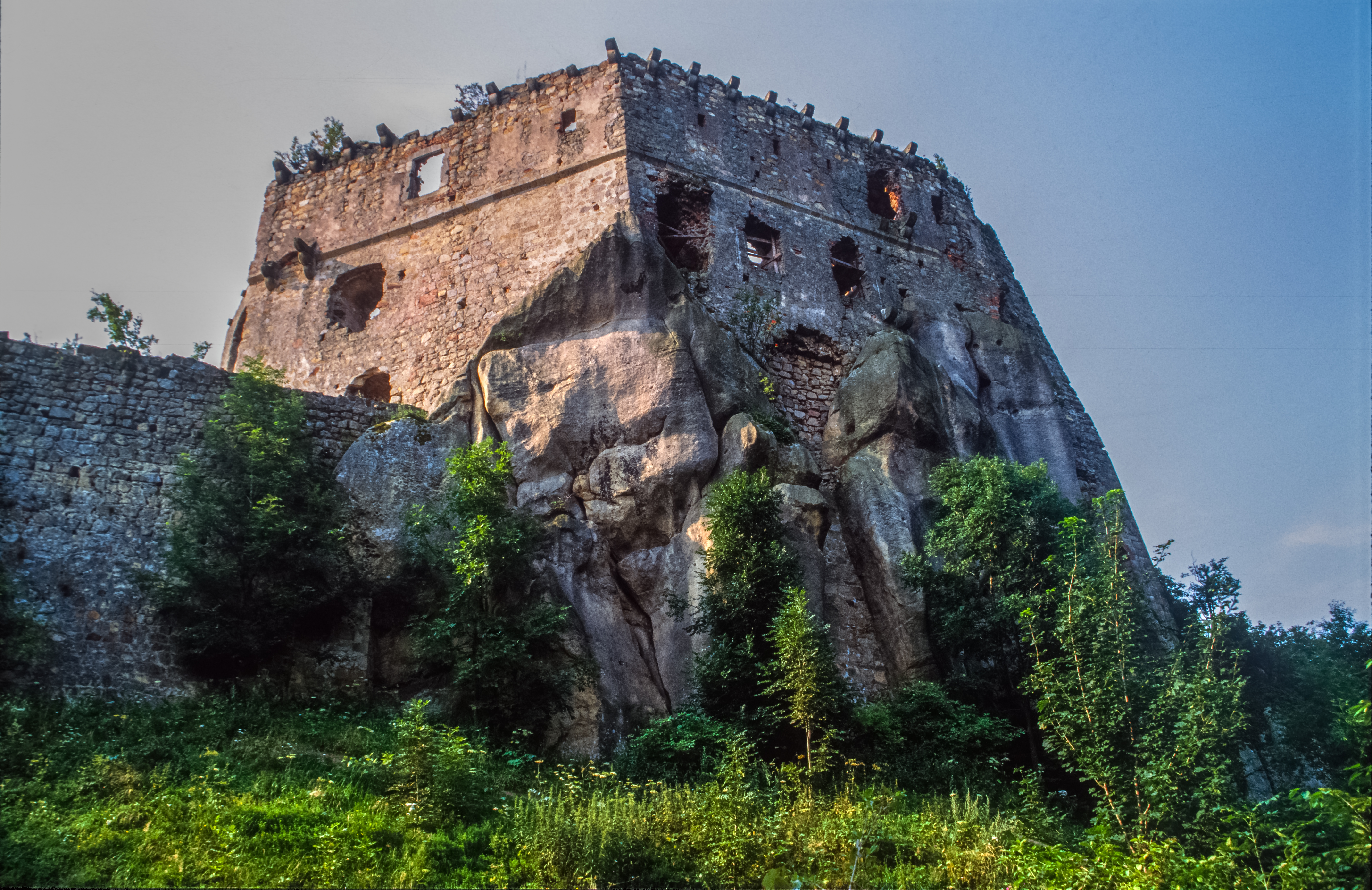
Zamek Wysoki

Jan Skotnicki nie tylko odbudował kaplicę, którą poświęcił w 1621 roku biskup przemyski Jan Wężyk, ale w 1613 naprawił mur, zbudował skarpę zachodnią, odremontował i otynkował Zamek Wysoki. Jednak w zemście za dokuczanie przebudował dach w taki sposób, że odprowadzał Firlejom na ich dziedziniec wody deszczowe. Stało się to przyczyną długiego sporu Skotnickich i Firlejów uwiecznionego w Zemście Aleksandra Fredry, a Jan Skotnicki jest w niej Rejentem Milczkiem. W komedii tej Firlej napadł na jego robotników naprawiających mury Zamku Wysokiego i zniszczył przy okazji rynny. Skotnicki pozwał go przed sąd i w 1610 roku wygrał sprawę, ale kres ich długoletnim zatargom, położył dopiero ślub zawarty w 1638 roku przez wojewodzica Mikołaja Firleja (Wacława), z kasztelanką Zofią Skotnicką (Klarą).
Właściciel Kamieńca Jan Firlej (kasztelan sanocki), po wkroczeniu do Polski wojsk Jerzego II Rakoczego 16 marca 1657 roku, zajął się organizacją obrony zamku. Zmobilizował sąsiadów: Jakuba Kalińskiego, Leoniewskiego, Kułaczkowskiego, Stroińskiego i wielu innych, w celu obrony Kamieńca. „Obrońcy dysponowali 1 śmigownicą, 10 hakownicami, znaczną ilością kul muszkietowych i zapasem prochu strzelniczego, dwoma zbrojami i pięcioma szyszakami”, jednak zamku nie udało się obronić i został on bardzo zniszczony. Jedynie mieszkańcom udało się lochami uciec z oblężenia. Za ocalenie życia Zofia Skotnicka – żona Jakuba Kalińskiego, podczaszego sanockiego – ufundowała w 1658 roku w kościele w Odrzykoniu prebendę Bractwa Najświętszego Imienia Jezus.
Po potopie szwedzkim zamek został częściowo odbudowany, ale tylko we wnętrzu, a jego kolejnymi mieszkańcami byli Mniszchowie i Bogatkowie. Kaplicę odbudowano znacznie później. Wizytatorzy z ramienia biskupa Szembeka podają jej opis w 1721 roku, ale w 1745 roku podczas wizyty biskupa Wacława Sierakowskiego była już opuszczona i w ruinie.

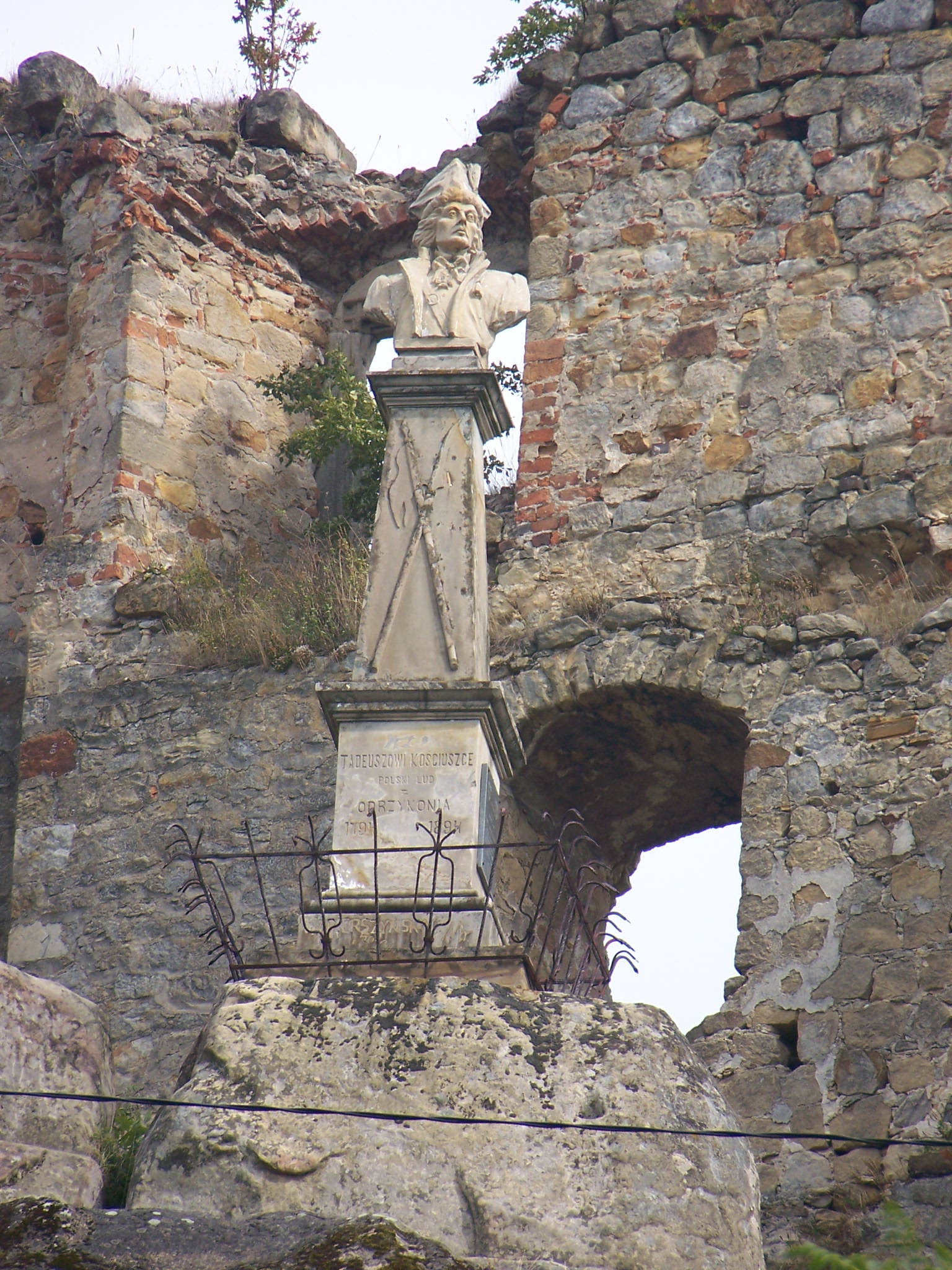
Pomnik Kościuszki

Po 1730 roku rezydencję odziedziczyła rodzina Scypionów, następnie właścicielami byli Braniccy herbu Gryf, m.in. hetman wielki koronny Jan Klemens Branicki. Za sprawą małżeństwa Magdaleny Scypionówny z Rochem Michałem Jabłonowskim (1712–1780) – starostą wiślickim, właścicielami zamku stali się Jabłonowscy, którzy wspierali konfederację barską i przez długi czas, w chylącym się ku ruinie zamku odrzykońskim stacjonowały oddziały konfederatów. Syn Rocha, Józef Jabłonowski starosta korsuński, który odziedziczył po ojcu zamek Odrzykoń i Korczynę w 1796 roku, gdy wielka wichura zerwała dachówkowy dach z zamku górnego, wyprowadził się do dworku w Krościenku Wyżnym. Za jego zgodą, jako właściciela, w latach 1807–1809 przystąpiono do rozbiórki muru otaczającego dziedziniec wschodni. Syn jego hr. Leon Jabłonowski (zm. 1844) odziedziczył Odrzykoń i przyległe miejscowości: Bratkówkę, Krościenko, Czarnorzeki, Krasną.
8 lipca 1828 roku, Aleksander Fredro wziął ślub z Zofią z Jabłonowskich Skarbkową w Korczynie, w kościele pw. Św. Apostołów Piotra i Pawła. Małżonka wniosła mu w posagu klucz korczyński z połową starego zamku w Odrzykoniu i A. Fredro stał się spadkobiercą zamczyska, będącego już wówczas w ruinie. Studiując dokumenty związane z historią otrzymanego majątku, Fredro natrafił na akta procesowe właścicieli zamku odrzykońskiego z pierwszej połowy XVII wieku: Piotra Firleja i Jana Skotnickiego. Na podstawie dziejów tego 30-letniego sporu napisał wspomnianą komedię Zemstę.
W 1801 roku część zamek przejęli Potoccy, a w połowie XIX wieku znowu został on podzielony. Zachodnia część zamku (z zamkiem górnym) była w posiadaniu rodu Starowieyskich herbu Biberstein, wschodnia z zamkiem średnim – Szeptyckich. W 1831 roku, po powstaniu listopadowym, w ruinach zamieszkał obłąkany Jan Machnik z Dukli, który był pierwowzorem literackim bohatera powieści Król zamczyska Seweryna Goszczyńskiego. W 1863 roku właściciel zamku górnego, Stanisław Starowieyski, wydał w zamku ostatnie przyjęcie.
Architekt Napoleon Nawarski wykonał pomiary architektoniczne, na podstawie których w 1885 roku stworzono projekt konserwacji zamku, podjętej w 1906 roku.
W 1894 roku odsłonięto na górnym zamku pomnik Tadeusza Kościuszki, ufundowany przez społeczność Odrzykonia w setną rocznicę Insurekcji kościuszkowskiej.

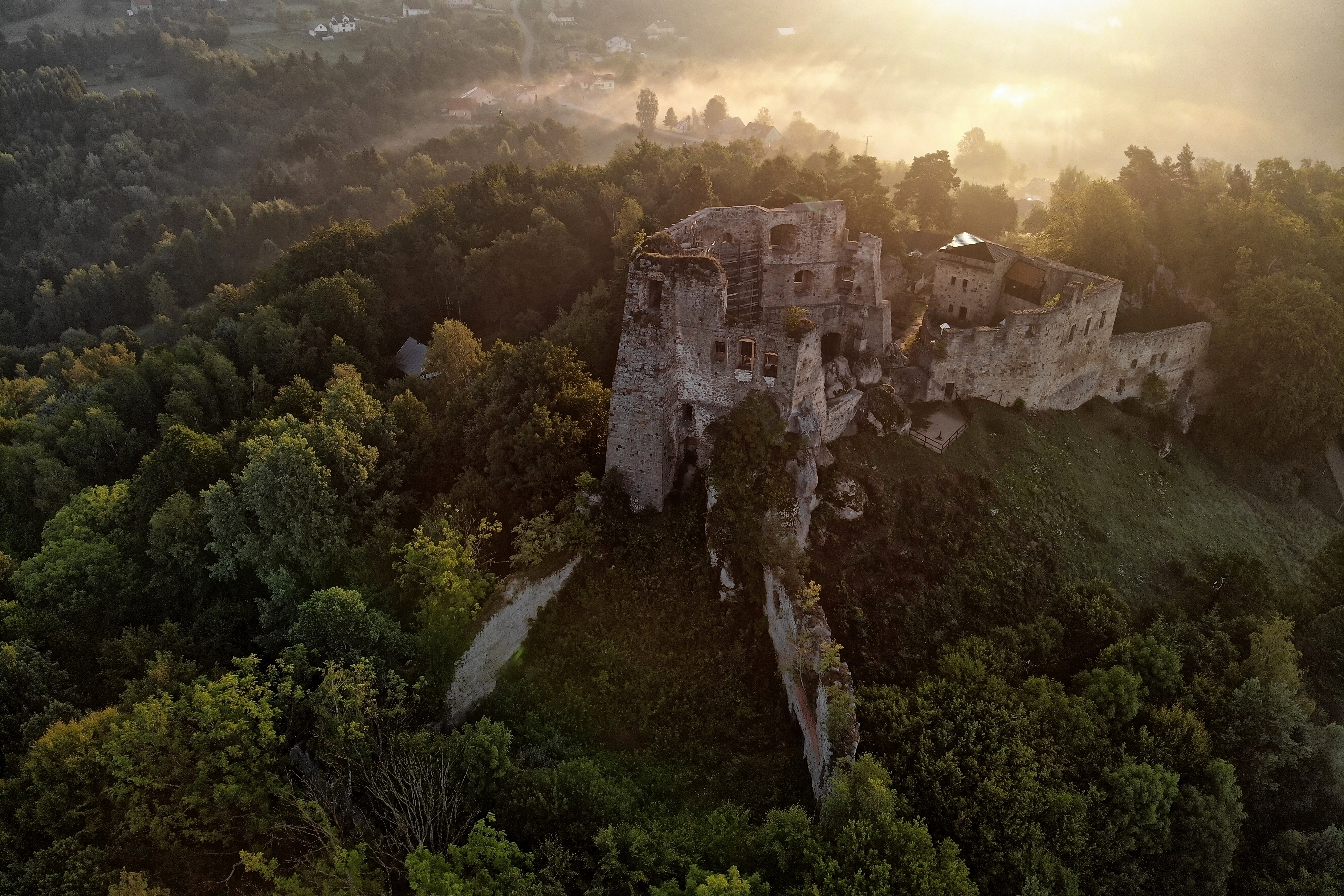
Zamek z lotu ptaka

W czasie I wojny światowej, w maju 1915 roku, walki o pozycje wokół zamku toczył składający się głównie z Polaków austriacki 57. Pułk Piechoty. W 1952 przemurowano częściowo elewację wschodnią i północną Zamku Wysokiego. W 1970 zabezpieczono piwnice Zamku Wysokiego.
W sierpniu 1974 roku zawaliła się część baszty na Zamku Dolnym Odrzykońskim.
W maju 2000 roku jednostka Wojska Polskiego w Rzeszowie przyjęła imię hetmana wielkiego koronnego Mikołaja Kamienieckiego. Na uroczystość wręczenia sztandaru przyjechało 12 potomków właścicieli zamku – Kamienieckich. W roku 2000 runęła baszta zachodnia. W 2003 odbudowano niewielki budynek obok bramy wjazdowej.
6 września 2013 roku na Zamku w Odrzykoniu w przededniu akcji Narodowego Czytania utworów Aleksandra Fredry spotkali się m.in. prezydent Polski Bronisław Komorowski, wojewoda podkarpacki Małgorzata Chomycz, posłanka Elżbieta Łukacijewska, archeolog Jerzy Ginalski.

## Opis zamku

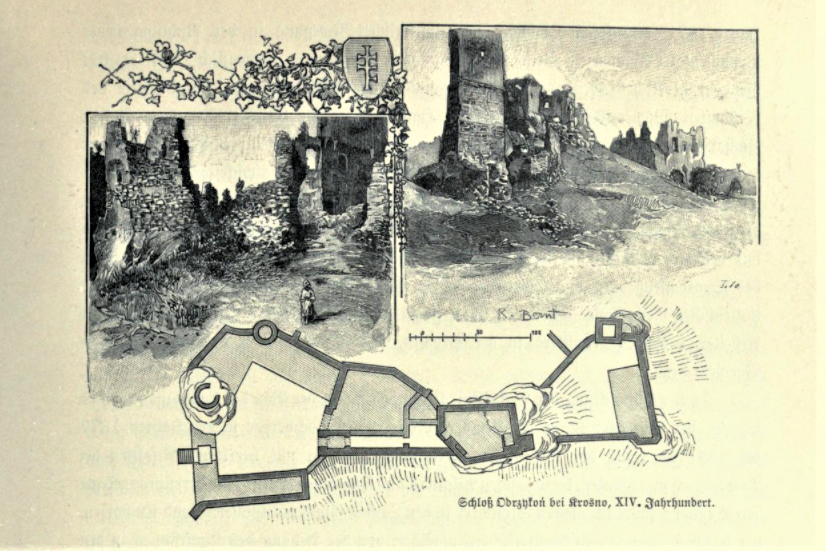
Plan zamku Kamieniec

Gotycka budowla została wzniesiona na skale, na wysokości 452 m n.p.m. Jej nieregularna forma była wynikiem ukształtowania terenu, na którym została zbudowana. Za czasów Kazimierza Wielkiego był to typowy graniczny zamek obronny. Obecnie ta część, z której pozostał ostrołukowy portal i wschodnia ściana z wnęką, nosi nazwę „wysoki” („wyższy”) lub „odrzykoński”. Jego zadaniem była obrona traktu handlowego z Polski na Węgry przez Przełęcz Dukielską. Zamek niższy („korczyński”) to efekt rozbudowy w kierunku wschodnim z 1448 roku. W tym samym czasie kończono budowę prostokątnej baszty i fosy okalającej całe zamczysko. Pomieszczenia w wieży przeznaczono na zbrojownię i więzienie. Powstały dziedziniec nazywany przedzamczem korczyńskim oddzielony był od zamku wysokiego murem granicznym (w związku z podziałem majątku). Wspólną dla obu części była kaplica i studnia. Rozbudowa zamku wzbogaciła go o zabudowania w stylu renesansowym.

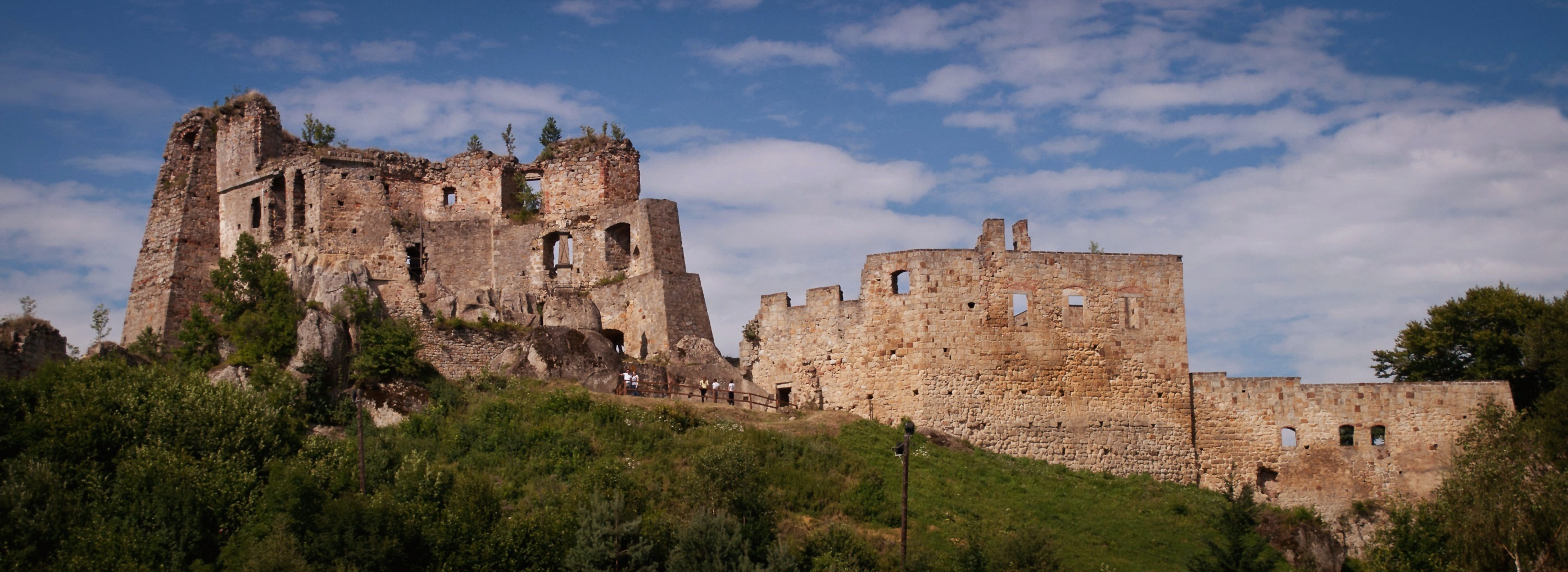
Panorama zamku

Obecnie lepiej zachowana jest część wschodnia i tam znajduje się wejście na teren dawnego zamczyska. Widoczne są pozostałości budynków mieszkalnych i kaplicy. W tej części zabytku mieści się małe muzeum urządzone przez pasjonata zamku i kolekcjonera Andrzeja Kołdera. Wśród eksponatów są militaria z dawnego arsenału zamkowego i pamiątki po kolejnych właścicielach, a także XIV-wieczny herb z drzwi zamkowych.

## Zobacz też

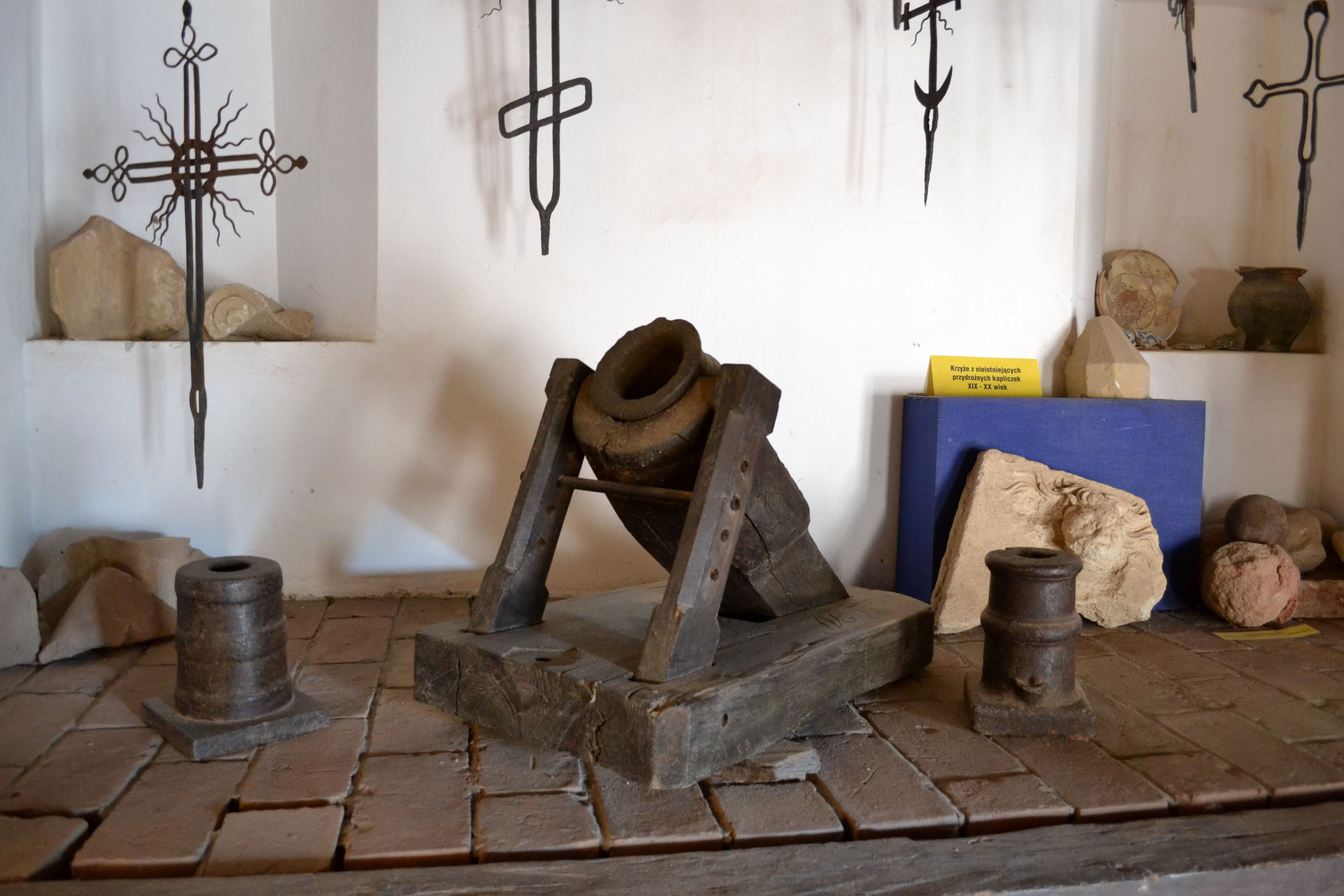
Wystawa na zamku

## Legendy
Legenda o karlicy Kasi

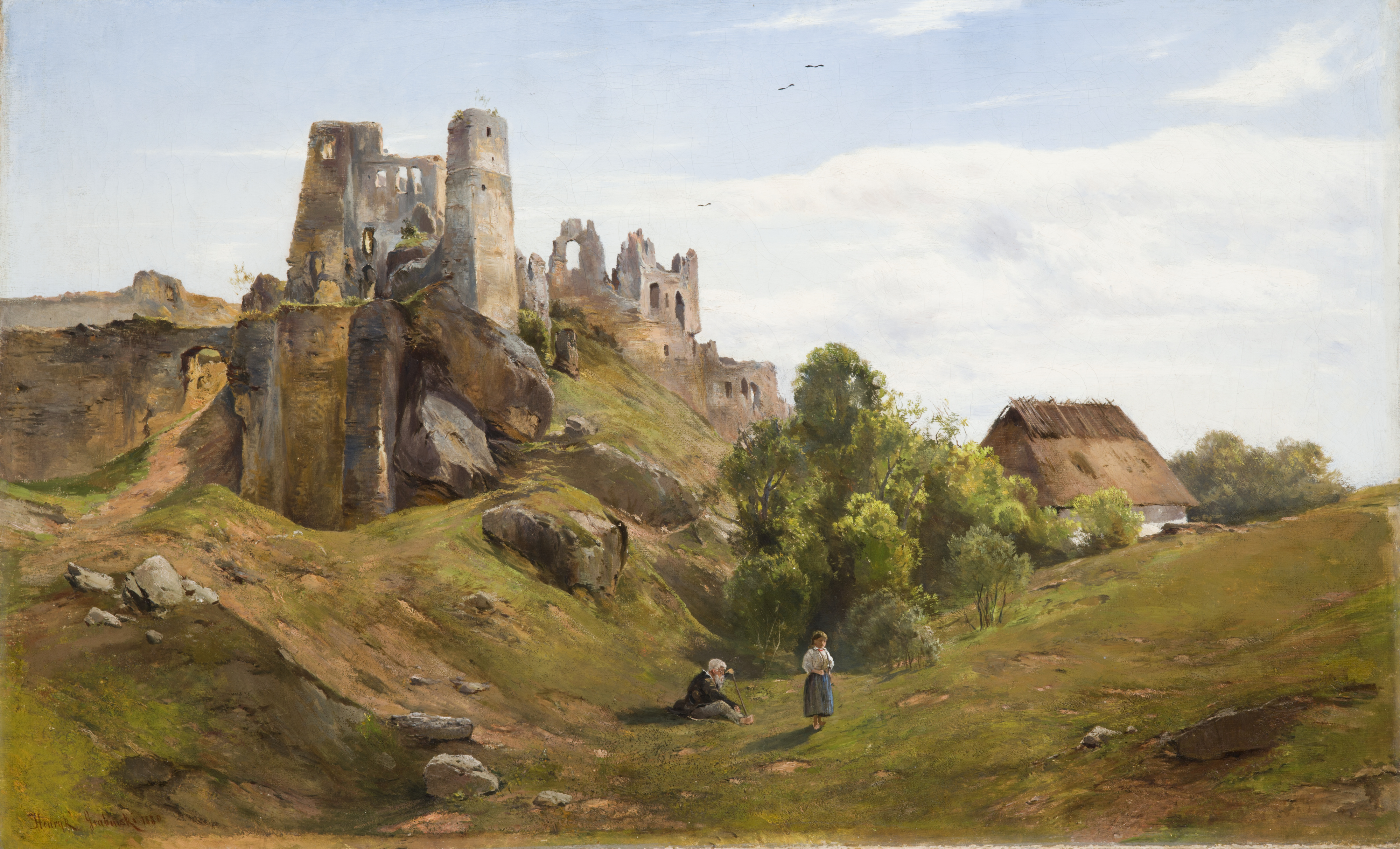
Ruiny Odrzykonia – Henryk Grabiński (1880)

Pochodząca ze stanu szlacheckiego karlica Kasia była dwórką wojewodziny Barbary Kamienieckiej, która często gościła na dworze królowej Bony. Kasia spodobała się władczyni i po pewnym czasie zamieszkała na Wawelu, gdyż Bona – wzorem innych władców europejskich – chciała mieć w swoim orszaku grupę karłów. Po kilku latach Kasia poślubiła karła Kornelka. Później para ta została podarowana cesarzowi Karolowi V, lubiącemu otaczać się miniaturowymi dworzanami. Tak więc Kasia zamieszkała wraz z Kornelkiem w Hiszpanii, w monarszej rezydencji w Granadzie. Tęskniła jednak za Odrzykoniem i kazała przyrzec mężowi, że po śmierci złoży jej ciało w rodzinnych stronach. Wkrótce też, dręczona nostalgią, zmarła. W tym właśnie czasie dawna jej pani Barbara Kamieniecka przebywała w odrzykońskim zamku, nic nie wiedząc o śmierci ulubienicy. W pewnym momencie, wieczorem, zobaczyła Kasię siedzącą na swoim dawnym miejscu przed kominkiem w zamkowej komnacie. Gdy wielce zdziwiona podeszła kilka kroków w jej stronę, zjawa nagle zniknęła. Od tamtej pory często ponoć widywano o zachodzie słońca ducha karlicy na murach i dziedzińcu zamku. Zjawa była odziana w długą zieloną suknię renesansowego kroju. Czasem słyszano również jej wesoły śmiech.